# 246. pr. Kr.
◄ | 4. stoljeće pr. Kr. | 3. stoljeće pr. Kr. | 2. stoljeće pr. Kr. | ►
◄ | 270-ih pr. Kr. | 260-ih pr. Kr. | 250-ih pr. Kr. | 240-ih pr. Kr. | 230-ih pr. Kr. | 220-ih pr. Kr. | 210-ih pr. Kr. | ►
◄◄ | ◄ | 249. pr. Kr. | 248. pr. Kr. | 247. pr. Kr. | 246 pr. Kr. | 245. pr. Kr. | 244. pr. Kr. | 243. pr. Kr. | ► | ►►
Astronomija

## Smrti
- Ptolemej II. Filadelf, egipatski kralj

## Vanjske poveznice
|  | Zajednički poslužitelj ima još gradiva o temi 246. pr. Kr. |